# Diagramme de résolution des conflits
Le diagramme de résolution des conflits est l'un des 6 outils des processus de pensée de la théorie des contraintes développés par Eliyahu M. Goldratt. Il est surtout connu sous ses dénominations anglaises : evaporating cloud (EC) et conflict resolution diagram (CRD). C'est un outil utilisé pour résoudre les conflits qui perpétuent les causes de situations indésirables.

## Introduction
Le diagramme de résolution de conflits a été développé afin de résoudre des problèmes, des conflits, des objectifs contradictoires ou des situations de dilemme. Il est construit sur les postulats que les conflits sont souvent le résultat d'hypothèses fausses et qu'il est préférable d'en faire disparaitre la source plutôt que de chercher un compromis requérant des concessions de part et d'autre.
C'est aujourd'hui l'outil de la Théorie des Contraintes le plus utilisé.
Le diagramme est habituellement construit de 5 boites, A, B, C, D, D’ qui sont organisées comme suivant :
```
   [B] ← [D ]                      [A]

Représentation usuelle du diagramme de résolution des conflits

  /       ↑                       /   \
[A]       conflit      OU       [B]   [C]
  \       ↓                      ↑     ↑
   [C] ← [D’]                   [D] ↔ [D’]
```

Les boites D et D' représentent deux objectifs qui sont en conflit, ce qui est symbolisé par la ligne brisée ou l'éclair qui les relient. B et C correspondent au besoin rempli par les objectifs respectifs. A est le but commun que les deux besoins essayent de remplir.
Les flèches et lignes qui relient les boitent symbolisent les relations de nécessité. Par exemple pour B, il faut D ou il n'est pas possible d'avoir D sans B.

## Étapes dans la résolution de problème
Le processus usuel d'application du diagramme de résolution des conflits est décrit ainsi par Cohen (2010):
1. Identifier le type de problème. Le diagramme sera utilisé différemment suivant le type de problème rencontré.
2. Décrire le problème de façon factuelle et objective, en en dépassant la partie émotionnelle.
3. Construire le diagramme.
4. Vérifier les affirmations logiques du diagramme et faire les corrections et améliorations nécessaires.
5. Passer en revue les postulats sous-tirant les connexions logiques afin de trouver celle qui alimente le conflit.
6. Construire une solution et vérifier son aspect gagnant-gagnant.
7. Communiquer la solution aux personnes impliquées dans le problème.